# Tanytarsus aculeatus
Tanytarsus aculeatus är en tvåvingeart som beskrevs av Lars Zakarias Brundin 1949. Tanytarsus aculeatus ingår i släktet Tanytarsus och familjen fjädermyggor. Arten är reproducerande i Sverige. Inga underarter finns listade i Catalogue of Life.